# Sam Martin
Samuel Denison Martin, mer känd som Sam Martin, född 7 februari 1983 i New York, New York, uppväxt i Lake Oswego, Oregon, är en amerikansk singer-songwriter. Han är tillsammans med sin bror Connor Martin, grundaren till bandet Con Bro Chill.
Martin har samarbetat med artister, DJ:s och musikgrupper som Maroon 5, David Guetta, Ziggy Marley (son till Bob Marley) och Guy Sebastian.
Han gick på Lakeridge High School i Lake Oswego, Oregon och studerade i två år vid Berklee College of Music i Boston, Massachusetts.

## Diskografi
Singlar
- 2015 – "Song For My Unborn Son"
- 2017 – "Bring Me Home"
- 2017 – "It's Gonna Get Better"
- 2018 – "Long Live The Billionare"

Singlar (som bidragande artist)
- 2014 – "Lovers on the Sun" (David Guetta med Sam Martin)
- 2014 – "Dangerous" (David Guetta med Sam Martin)
- 2015 – "Dirty Mind" (Flo Rida med Sam Martin)
- 2018 – "Nothing Scares Me Anymore" (Steve Angello med Sam Martin)